# Торяник, Прасковья Филипповна
Прасковья Филипповна Торяник — советский хозяйственный, государственный и политический деятель, Герой Социалистического Труда.

## Биография
Родилась в 1913 году в селе Полковая Никитовка Богодуховского уезда. Член КПСС.
С 1933 года — на хозяйственной, общественной и политической работе. В 1933—1968 гг. — доярка Первухинского свеклосовхоза Министерства пищевой промышленности СССР в Богодуховском районе Харьковской области Украинской ССР.
Указом Президиума Верховного Совета СССР от 15 августа 1951 года присвоено звание Героя Социалистического Труда с вручением ордена Ленина и золотой медали «Серп и Молот».
Умерла в селе Первухинка Богодуховского района после 1970 года.